# Autochorie

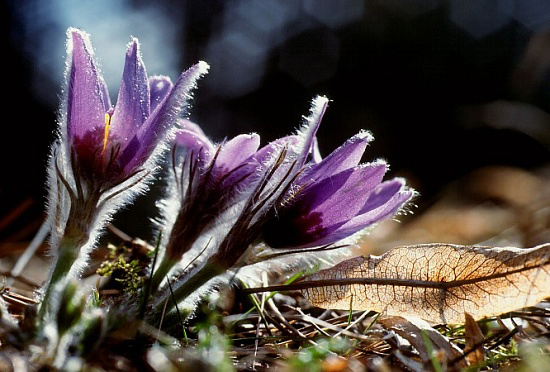
Gewöhnliche Kuhschelle im Gegenlicht – sie gehört zu den Pflanzen, die sich herpochor selbst ausbreiten können

Autochorie (von griechisch αὐτός autós, deutsch ‚selbst‘ und χωρεῖν chōreín, deutsch ‚sich fortbewegen, wandern‘) oder Selbstausbreitung bezeichnet die selbständige Ausbreitung von Samen oder Früchten ohne die Mithilfe, Mitwirkung fremder Kräfte (Wind, Wasser, Tiere). Im Gegensatz dazu stehen Pflanzen, deren Frucht zur Ausbreitung und Keimung des Samens zwingend von äußeren Kräften abhängig ist; Allochorie (Fremdausbreitung).
Die Autochorie als Ausbreitungsmechanismus von Pflanzen wird noch feiner unterteilt in:
- Ballautochorie, Selbstausstreuer, auch Ballochorie, die Ausbreitung durch Schleudermechanismen
  - Saftdruckstreuer
  - Austrocknungsstreuer
- Herpautochorie, Herpochorie, Trypanochorie, die Ausbreitung durch Bodenkriecher, -bohrer[1]
- Blastautochorie, Blastochorie, die Ausbreitung durch Selbstableger.
- Barautochorie, Selbstaussäer, hier neigen sich die Fruchtstiele zu Boden um die Samen zu verbreiten, wie beim Zweiblättrigen Blaustern.
- Barochorie, die Ausbreitung durch Schwerkraft, Fallfrüchte, kann auch als Fremdausbreitung durch Schwerkraft oder als Achorie (Nichtausbreitung) aufgefasst werden.